# Dienis Koczetkow
Dienis Jewgienjewicz Koczetkow, ros. Денис Евгеньевич Кочетков (ur. 27 marca 1980 w Swierdłowsku) – rosyjski hokeista, trener.
Jego brat Siergiej (ur. 1985) i wujek Siergiej (ur. 1964) także zostali hokeistami.

## Kariera
- SKA Jekaterynburg (1996/1997)
- RTI Jekaterynburg (1996-/1998)
- Dinamo-Eniergija 2 Jekaterynburg (1997-2001)
- Dinamo-Eniergija Jekaterynburg (1998-2002)

   Kiedr Nowouralsk (1998/1999)
- Mostowik → Mostowik Kurgan (2002-2003)
- Mieczeł Czelabińsk (2003/2004, 2004/2005)
- Nieftiechimik Niżniekamsk (2004/2005)
- Nieftiechimik 2 Niżniekamsk (2004/2005)
- Mołot-Prikamje Perm (2005/2006)
- Sibir Nowosybirsk (2006-2008)
- Siewierstal Czerepowiec (2008)
- Nieftiechimik Niżniekamsk (2008/2009)
- Barys Astana (2008/2009)
- HK Homel (2009/2010)
- Dynama Mińsk (2009/2010)
- Junost' Mińsk (2010/2011)
- HK Szachcior Soligorsk (2010/2011)
- Torpedo Niżny Nowogród (2010/2011)
- Donbas Donieck (2011-2013)
- Kubań Krasnodar (2013-2014)
- Junost' Mińsk (2014-2015)
- Jermak Angarsk (2015)
- Donbas Donieck (2015-2017)
- Altajir Drużkiwka (2021-2022)
- SC Lyss (2022-)

Wychowanek klubu Spartakowiec w rodzinnym mieście.  W trakcie kariery grał w klubach z rozgrywek rosyjskiej superligi, KHL, WHL, białoruskiej ekstraligi, ligi kazachskiej, ligi ukraińskiej.
W grudniu 2021 został grającym trenerem w ukraińskim klubie Altajir Drużkiwka. W klubie był grającym asystentem trenera. W sierpniu 2022 został zaangażowany do szwajcarskiego klubu SC Lyss.
Brał udział w turnieju zimowej uniwersjady edycji 2003.

## Sukcesy
Reprezentacyjne
- Złoty medal zimowej uniwersjady: 2003

Klubowe
- Puchar Spenglera: 2009 z Dynama Mińsk
- Półfinał Wyższej Hokejowej Ligi: 2012 z Donbasem Donieck
- Złoty medal mistrzostw Ukrainy: 2016, 2017 z Donbasem Donieck
- Puchar Kontynentalny: 2013 z Donbasem Donieck

Indywidualnie
- Wysszaja Chokkiejnaja Liga (2011/2012):
  - Najlepszy napastnik miesiąca – listopad 2011
  - Drugie miejsce w klasyfikacji strzelców w sezonie zasadniczym: 24 gole[7]
    - Pierwsze miejsce w klasyfikacji strzelców zwycięskich goli w sezonie zasadniczym: 6 goli[8]

  - Piąte miejsce w klasyfikacji kanadyjskiej w sezonie zasadniczym: 46 punktów[9]
  - Piąte miejsce w klasyfikacji asystentów w fazie play-off: 9 asyst[10]
  - Ósme miejsce w klasyfikacji kanadyjskiej w fazie play-off: 12 punktów[11]
- Mistrzostwa Ukrainy w hokeju na lodzie (2015/2016):
  - Trzecie miejsce w klasyfikacji asystentów w sezonie zasadniczym: 61 asyst[12]
  - Siódme miejsce w klasyfikacji kanadyjskiej w sezonie zasadniczym: 86 punktów[13]
  - Najbardziej Wartościowy Zawodnik (MVP) sezonu[14]
- Ukraińska Hokejowa Liga (2016/2017):
  - Pierwsze miejsce w klasyfikacji asystentów w fazie play-off: 9 asyst[15]
  - Pierwsze miejsce w klasyfikacji kanadyjskiej w fazie play-off: 14 punktów[16]
  - Najbardziej Wartościowy Zawodnik (MVP) fazy play-off[17]